# Вилла
Ви́лла (лат. villa — загородный дом) — в прошлом в большинстве случаев прибрежный дом в классическом римском и итальянском стиле, как правило, предназначенный для сезонного проживания, сейчас дорогостоящий, богато украшенный, большой дом, на большой территории, для проживания одной семьи. Одним из источников архитектуры сельского дома считают архитектуру прибрежных вилл римских патрициев поздней античности (лат. villa suburbana). Их описание можно было найти в «Нравственных письмах» Сенеки Младшего к Луцилию (I в. н. э.).
Для строительства стен использовали камень и кирпич, а для отделки и украшения виллы обычно использовали мрамор, ротонды, колонны и фрески. В настоящее же время под виллой понимают отдельно стоящий жилой дом (или группу строений и сооружений, включающих жилые постройки, сооружения и малые архитектурные формы) с элементами средиземноморского стиля и прилегающий земельный участок с благоустройством и озеленением. Однако сегодня скандинавские виллы — в большинстве случаев минималистические строения из экологичных материалов, в том числе в основном — дерева, содержащие только стилизованные элементы, роднящие их с виллами прошлого. Большинство современных вилл — одно- или двухэтажные здания (редко трех-, причём трёх- и более этажные виллы, часто, возводятся на участках со значительным уклоном). К характерным элементам современной виллы относят псевдопортики, двухвальные крыши, крытые черепицей (или её имитацией), колонны, перголы, атриумы и интегрированные зимние сады (зачастую с элементами остекленной крыши), террасы с бассейнами и т. д.
Большинство европейских производителей строительных материалов и строительных компаний, специализирующихся на малоэтажном каркасном и блочном строительстве, предлагают типовые проекты вилл. Поскольку изначально и до наших дней вилла, как правило, используется для периодического проживания, то вилла обычно в первую очередь привязывается к популярным местам отдыха и рекреационным ресурсам, а во вторую — к транспортной инфраструктуре. В наше время периодичность проживания вынуждает оснащать виллы современными средствами автоматизации и охраны. Современная вилла отличается высокой степенью автономности за счёт использования альтернативных источников энергии, автоматизации и насыщенности инженерными системами и оборудованием. Средние размеры строящихся вилл постепенно уменьшаются, согласно данным германского журнала Bauen. Средний размер германских вилл — от ста пятидесяти до двухсот квадратных метров. На сегодняшний день большинство строящихся вилл — городские виллы (от немецкого Stadtvilla), возводимые из современных и доступных материалов, небольшие, в среднем около 180—200 квадратных метров, одно- или полутораэтажные дома с эксплуатируемым чердачным помещением и небольшим прилегающим земельным участком. Такие виллы предназначены для преимущественного или даже постоянного проживания владельцев в пригородах крупных мегаполисов. Сметная стоимость возведения таких вилл колеблется в пределах 80−120 тыс. евро, а срок строительства редко превышает полгода. Национальные и климатические особенности породили большое количество подвидов вилл, зачастую сильно отличающихся, очень условно можно выделить шесть подвидов современных вилл:
- классическая средиземноморская вилла,
- вилла в испано-мавританском стиле (характерна для юга США),
- в новоанглийском стиле,
- среднеевропейская,
- скандинавская вилла,
- современный стиль.

Следует отметить, что в настоящее время продолжается строительство и частных супервилл (однако пик строения частных супервилл был пройден в 50-60 годы XX века), в большинстве своем сегодня такого рода виллы предназначены для коллективного использования, а исторические виллы после реконструкции превращаются в отели, музеи, клубы или иные объекты рекреационного назначения.
Многие виллы (в том числе являющиеся памятниками архитектуры) находятся в собственности юридических лиц и предназначены для сдачи в аренду, переоборудованы под отель или используются под загородный офис.
В риелторской практике термин «вилла» зачастую является синонимом слов — отдельно стоящий односемейный загородный дом с надворными постройками и небольшим земельным участком. Правда такое использование термина «вилла» не совсем правильно, так как не следует путать виллу с другими видами отдельных жилых домов (в частности коттеджами, усадьбами и т. д.).

## Вилла и коттедж
От коттеджа отличается тем, что может содержать бассейн, комнаты для гостей и служить местом для проведения вечеринок. Кроме того, если коттедж в России считается жилищем так называемых новых русских и среднего класса, то виллы как правило приобретают в собственность сравнительно богатые граждане (особенно так называемые олигархи). Соответственно содержание виллы требует особого присмотра со стороны квалифицированного персонала. В этом отношении вилла приближается к дворцу, но отличается от него неофициальностью: здесь нет тронных залов. Ярко выраженный социальный подтекст в слове «вилла» (синоним жилища миллионеров) присутствует исключительно в современном русском языке, такое понимание этого термина сформировалось во второй половине XX века благодаря воздействию СМИ и кинематографа («А в это время на вилле у шефа…» — фраза из м/ф «Приключения капитана Врунгеля»), что, однако, никоим образом не соответствует действительности, поскольку при обращении в агентства недвижимости может быть предложен как коттедж, так и уютная вилла площадью менее ста квадратных метров, при этом разные агентства, рекламируя один и тот же объект, используют различную терминологию. Это указывает, что в большинстве общеупотребительных языков и международной деловой практике разница между понятиями стирается.
Такое разделение на сегодняшний день постепенно уходит в прошлое. Риэлторы разделяют коттедж и виллу по единственному признаку: вилла как правило предназначена для сезонного проживания (иного периодичного) собственников, или постоянной сдачи в аренду частично или полностью и обычно привязана к популярным рекреационным объектам (побережье, горы, озера), а коттедж предназначен для круглогодичного проживания в пределах ближайших пригородов мегаполиса. Современные виллы полностью автоматизированы, а зачастую и полностью автономны и не требуют вмешательства человека на протяжении длительных периодов. Производители типовых европейских домов, определяющие лицо рынка малоэтажного строительства, предлагают большое количество проектов «вилл» и «коттеджей» мало отличимых друг от друга. Таким образом, вилла сегодня — часто чисто конъюнктурное понятие.

## Вилла и замок
Обычно вилла противопоставляется замку как место отдыха укреплённому убежищу. Появившись в Древнем Риме, виллы уступают место замкам в эпоху Средневековья, однако они обретают новое дыхание во времена Возрождения. В виллах отсутствует акцент на высоких стенах, бойницах, рвах, валах и прочей фортификации. Однако существуют и укреплённые виллы.

## История
Первые виллы появились в Древнем Риме, и они обозначали любой загородный дом (ср. англ. village — деревня). По мере роста имперского могущества вилла стала превращаться в аналог дачи — загородный дом для отдыха: сельхозугодья на приусадебной территории уступили место паркам. Так рождается феномен «римской виллы». Особенностью виллы явился тот факт, что она не была «семейным гнездом». На вилле её владельцы проживали лишь некоторое время в году.
Классическими римскими виллами считаются вилла Мистерий (II век до н. э.) и вилла в Боскореале в Помпеях, а также вилла Армира (I век) и императорская вилла Адриана (II век) близ Рима.
В эпоху Возрождения в Италии сложились каноны строительства вилл Нового времени — осевая композиция с главным зданием в центре. Первым примером такого рода является вилла Медичи в Поджо-а-Каяно; вершиной ренессансного загородного строительства стала вилла Ротонда около Виченцы архитектора Палладио. Применяются террасные парки, спускающиеся уступами; напр. вилла д’Эсте в Тиволи (1550—1572, арх. Лигорио) или вилла Ланте близ Витербо (1558—1573, арх. Виньола).
В период барокко виллы, следуя заветам виллы Фарнезе того же Виньолы, соревнуются в помпезной пышности и богатстве внутренней отделки. Примером этого стиля может служить вилла Альдобрандини во Фраскати (1598—1603).
В новое время строительство вилл продолжает носить часто экспериментальный характер, что приводит к появлению интересных архитектурных решений, иногда шедевров, признанных в своей области архитектуры. Таковы расположенные на Лазурном Берегу (Франция) вилла Керилос (Villa Kérylos) в городке Болье-сю-Мер (Beaulieu-sur-Mer) и вилла Эфрусси-де-Ротшильд (Villa Ephfrussi de Rothschild) на мысе Сен-Жан-Кап-Ферра (St-Jean-Cap-Ferrat).
В настоящее время в строительстве вилл происходит революционные изменения, связанные с законодательными ограничениями, вводимыми большинством развитых стран, — ужесточением строительных норм и правил в области экологии, как применяемых при строительстве материалов, так и направленных на уменьшение вредного влияния на окружающую среду вследствие нерационального использования ресурсов. Так же на образ современной виллы оказывает влияние осознание идей социальной ответственности. В первую очередь это связано с введением нормативов по энергосбережению (отоплению и кондиционированию, утеплению ограждающих и несущих конструкций) вместе с тем регламентируется и нагрузка на коммунальные сети и отводимые сточные воды, на первое место выходит инженерная составляющая современного дома — системы связи, автоматизации, управления и энергосбережения, а также уменьшения вредных выбросов. Внедрение современных технологий во многом изменило внешний облик и состав и назначение основных помещений, а также способствовало уменьшению их размеров.